# Martin Malý
Martin Malý, známý též pod přezdívkou Arthur Dent či Adent (* 1973 Česká Lípa) je český programátor, blogger, publicista a komentátor. Vystudoval gymnázium.

## Blogosféra
V roce 2003 naprogramoval a spustil veřejnou blogovací službu Bloguje.cz, na jejímž vzniku se podíleli také Libor Krayzel a Lukáš Vičánek. Na konci října 2003 prodal server společnosti LAAR, a.s., která se zavázala jej udržovat v provozu po dobu minimálně tří let. Martin Malý se i po převzetí serveru společností LAAR, a.s. staral o jeho další rozvoj a směřování. Na svou dobu měl server některé unikátní vlastnosti, jako možnost publikování přes mobilní telefon nebo pomocí ICQ.
Martin Malý vedl od roku 2003 svůj blog, nejprve pod názvem Převážně neškodný blog, později bylo vypuštěno slovo "blog". Blogoval krátce i na jiných platformách (blogy SME). Od roku 2007 změnil název blogu i doménu a píše Misantropův zápisník, ve kterém komentuje dění, publikuje zajímavosti z vědy, techniky i společnosti. Věnuje se i médiím a veřejné komunikaci.
Kromě Misantropova zápisníku píše i weblog o elektronice a starých počítačích Retročip nebo blog o počítačových hrách Old Player.

## Média
V roce 2007 psal pravidelný sloupek pro Digiweb – součást webu iHNed.cz.
Od června 2009 do března 2012 pracoval na pozici šéfredaktora webového magazínu Zdroják (vydávala společnost Internet Info, s.r.o.). V této době publikoval i v dalších magazínech společnosti Internet Info, s.r.o. – Lupa.cz či Root.cz.
V březnu 2013 nastoupil po kratším neúspěšném pokusu o startup do vydavatelství Economia na pozici vedoucího týmu redakčních vývojářů iHNed.cz.
Po změnách v redakci odešel s některými kolegy pracovat pro českou mutaci magazínu Forbes, kde připravili jeho webovou verzi.
Od roku 2015 popularizuje Internet věcí a DIY elektroniku, přednáší o těchto oborech a školí zájemce o platformu Arduino. Za svou popularizační činnost byl v roce 2016 nominován v anketě Křišťálová Lupa, v kategorii One (wo)man show. Je autorem čtyř knih o mikroelektronice.
V roce 2017 se vrátil do vydavatelství Economia, kde se podílel na transformaci webu iHNed.cz do podoby placeného online média.

## Knihy
- Hradla, volty, jednočipy - úvod do bastlení (Edice NIC.CZ, 2018, ISBN 978-80-88168-23-2)
- Porty, bajty, osmibity - počítače na koleni (Edice CZ.NIC, 2019, ISBN 978-80-88168-39-3)
- Data, čipy, procesory - vlastní integrované obvody na koleni (Edice CZ.NIC, 2020, ISBN 978-80-88168-53-9)
- Micro:bit krok za krokem (Edice CZ.NIC, 2023, ISBN 978-80-88168-67-6)
- ESP32 prakticky (Edice CZ.NIC, 2024, ISBN 978-80-88168-79-9)